# Salvador Ferrandis i Luna
Salvador Ferrandis i Luna († València el 1954) fou un advocat i periodista valencià. Fou un dels dirigents de la Joventut Valencianista el 1908-1910 i el 1914 i també col·laborà a Pàtria Nova i La Correspondencia de Valencia.
Aprovà les oposicions d'advocat de l'estat i es traslladà a viure a Madrid, on va col·laborar amb la Dictadura de Primo de Rivera, es lligà al món de les finances i es casà amb la marquesa de Valverde, mentre que políticament es va adherir a Acción Española i s'enemistà amb el valencianisme polític. En esclatar la guerra civil espanyola va donar suport al sublevats, tot publicant el 1938 l'opuscle Valencia roja on defensa un regionalisme valencià aigualit que reivindicava com a franquistes figures valencianes com Sant Vicent Ferrer i Joan Lluís Vives. Després de la guerra, com a destacat membre del Movimiento Nacional, fou nomenat delegat nacional del Servicio del Patrimonio Histórico al País Valencià.

## Obres
- Valencia roja (1938)
- La hora de la economía (1939)
- Urbanismo (1951)